# Pericoma acuminata
Pericoma acuminata är en tvåvingeart som beskrevs av Gabriel Strobl 1901. Pericoma acuminata ingår i släktet Pericoma och familjen fjärilsmyggor.
Artens utbredningsområde är Österrike. Inga underarter finns listade i Catalogue of Life.